# Zbrodnie w Gaju
Zbrodnie w Gaju – zbrodnia dokonana 30 sierpnia 1943 r. podczas tzw. rzezi wołyńskiej na ludności polskiej przez sotnię Ukraińskiej Powstańczej Armii dowodzoną przez „Wowka” oraz dokonana kilka dni później zbrodnia na ukraińskiej ludności cywilnej, dokonana przez funkcjonariuszy Schutzmannschaft. Miejscem zbrodni była kolonia Gaj (Stary Gaj) położona w gminie Wielick w powiecie kowelskim województwa wołyńskiego, pomiędzy Podlesiem a Arsenowiczami. Liczyła ponad 100 gospodarstw. 

## Opis zbrodni
Upowcy po dokonaniu obławy na Polaków spędzili ich do budynku szkoły. Mordu, pod groźbą śmierci, dokonali pochodzący ze wsi Janówka chłopi ukraińscy w wieku od 16 do 60 lat. Zostali oni przymusowo zmobilizowani a następnie doprowadzeni do Gaju, gdzie nad dołami stali już Polacy. Ofiary mordowano za pomocą gospodarskich narzędzi. Ciała wrzucano do rowu strzeleckiego.
W masakrze zginęło około 600 Polaków. Według innych źródeł zamordowano 300 Polaków.
Kilka dni po zbrodni do Gaju przybył oddział Schutzmannschaft złożony z Polaków, zastając rów zapełniony ciałami do wysokości 1 m. W jego pobliżu leżały porzucone narzędzia zbrodni: siekiery, widły, motyki, piły i drągi. Oddział wzburzony widokiem zbrodni spalił kilka ukraińskich domów i zabił kilku Ukraińców, następnie ewakuował nielicznych ocalałych Polaków do Rożyszcz.

## Odkrycie grobów
W 2013 r. grupa archeologów odkryła jedną ze zbiorowych mogił w nieistniejącej obecnie wsi. Znaleziono szczątki 80 osób, w większości dzieci. Mieszkańcy okolicznych wiosek przy mogile urządzili sobie śmietnik, przez co większość mogiły uległo zniszczeniu. 19 sierpnia 2013 r. pochowano ofiary w pobliskiej wsi Sokół.

## Rodzina Bojmistruków
Na początku września 1943 ukraińscy mieszkańcy okolicznej wsi Kaszówka podczas chowania na polecenie UPA zwłok znaleźli około dwuletnią polską dziewczynkę, która przeżyła egzekucję. Przyprowadzili ją do wsi, gdzie dziewczynkę zdecydowało się adoptować małżeństwo Fedora oraz Kateryny Bojmistruk. Ochrzcili ją w obrządku prawosławnym, nazwali Hanną (po mężu Muszyd) i wychowywali jako swoją córkę. Mimo żądań i gróźb ze strony UPA, nie zgodzili się wydać dziewczynki. W 2021, Bojmistrukowie zostali za swoją postawę pośmiertnie wyróżnieni przez Prezydenta RP Medalem Virtus et Fraternitas.

## Literatura
- Grzegorz Motyka, Ukraińska partyzantka 1942–1960, Warszawa 2006 Wyd. Instytut Studiów Politycznych PAN, Oficyna Wydawnicza "Rytm", ISBN 83-88490-58-3 (ISP PAN,) ISBN 83-7399-163-8 (Rytm), ISBN 978-83-88490-58-3;
- Władysław Siemaszko, Ewa Siemaszko, Ludobójstwo dokonane przez nacjonalistów ukraińskich na ludności polskiej Wołynia 1939–1945, Warszawa: „von borowiecky”, 2000, ISBN 83-87689-34-3, OCLC 749680885.
- Bogusław Szarwiło, Piekło w Gaju, Kresowy Serwis Informacyjny; Numer 03 - 2011, 15 sierpnia. ksi.kresy.info.pl. [zarchiwizowane z tego adresu (2011-10-26)].
- Ocalona z rzezi. Witold Szabłowski, Banderowcy wyrżnęli prawie całą wieś. Dwulatkę uratowali sąsiedzi